# Symboles nationaux de l'Inde

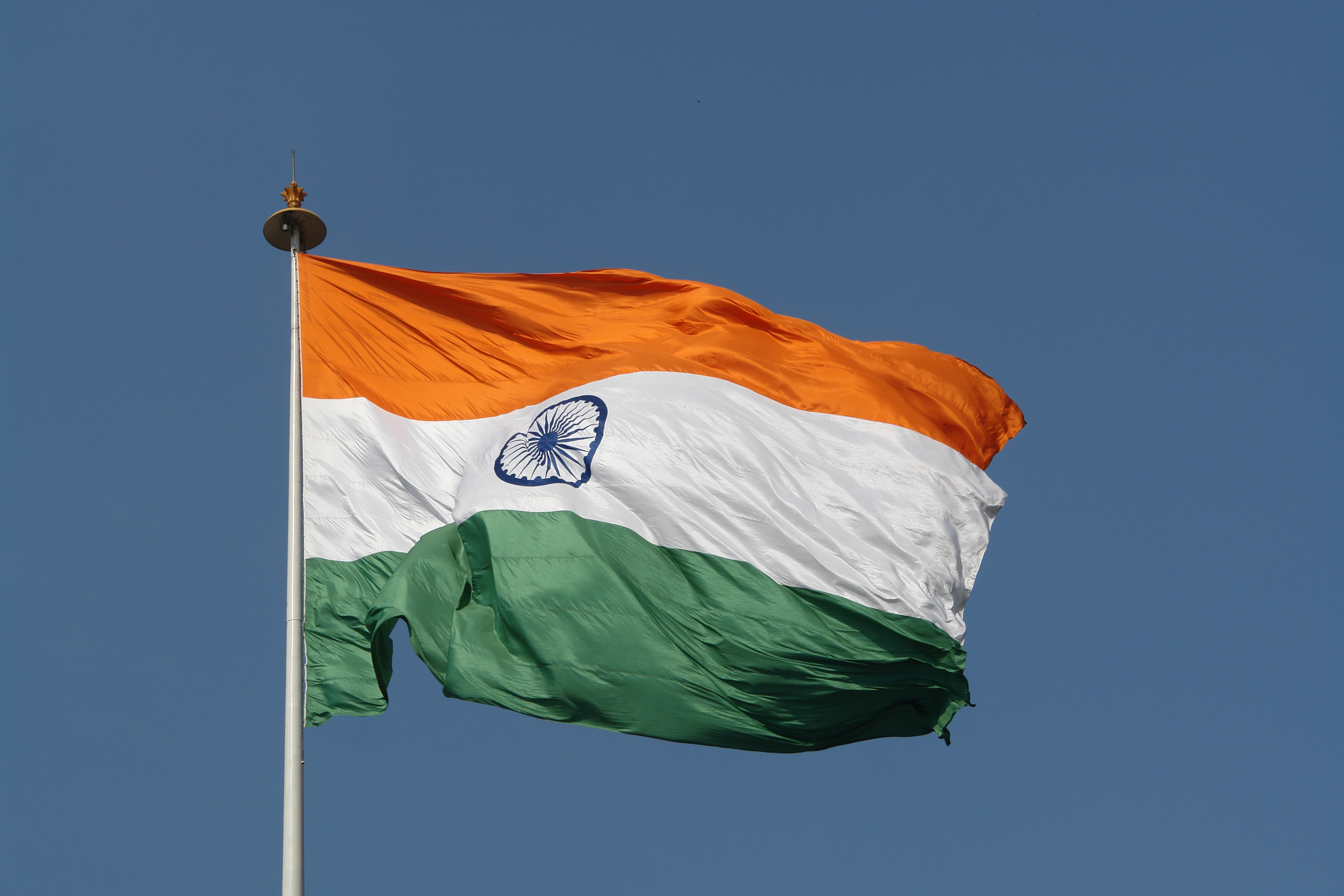
Drapeau de l'Inde

La République de l'Inde possède plusieurs symboles nationaux officiels, dont un document historique, un drapeau, un emblème, un hymne, une tour commémorative ainsi que plusieurs héros nationaux. Le drapeau national a été officiellement adopté par l'Assemblée constituante indienne juste avant l'indépendance, le 22 juillet 1947.
D'autres symboles ont été désignés à diverses occasions, notamment l'animal, l'oiseau, le fruit et l'arbre nationaux.

## Hymne national
L'hymne national de la République de l'Inde est Jana Gana Mana.
Il est joué ou chanté à diverses occasions. Des instructions ont été émises de temps en temps sur les versions correctes de l'hymne, les occasions auxquelles ceux-ci doivent être joués ou chantés, et sur la nécessité de respecter l'hymne en respectant le décorum approprié à de telles occasions. 

## Animal national

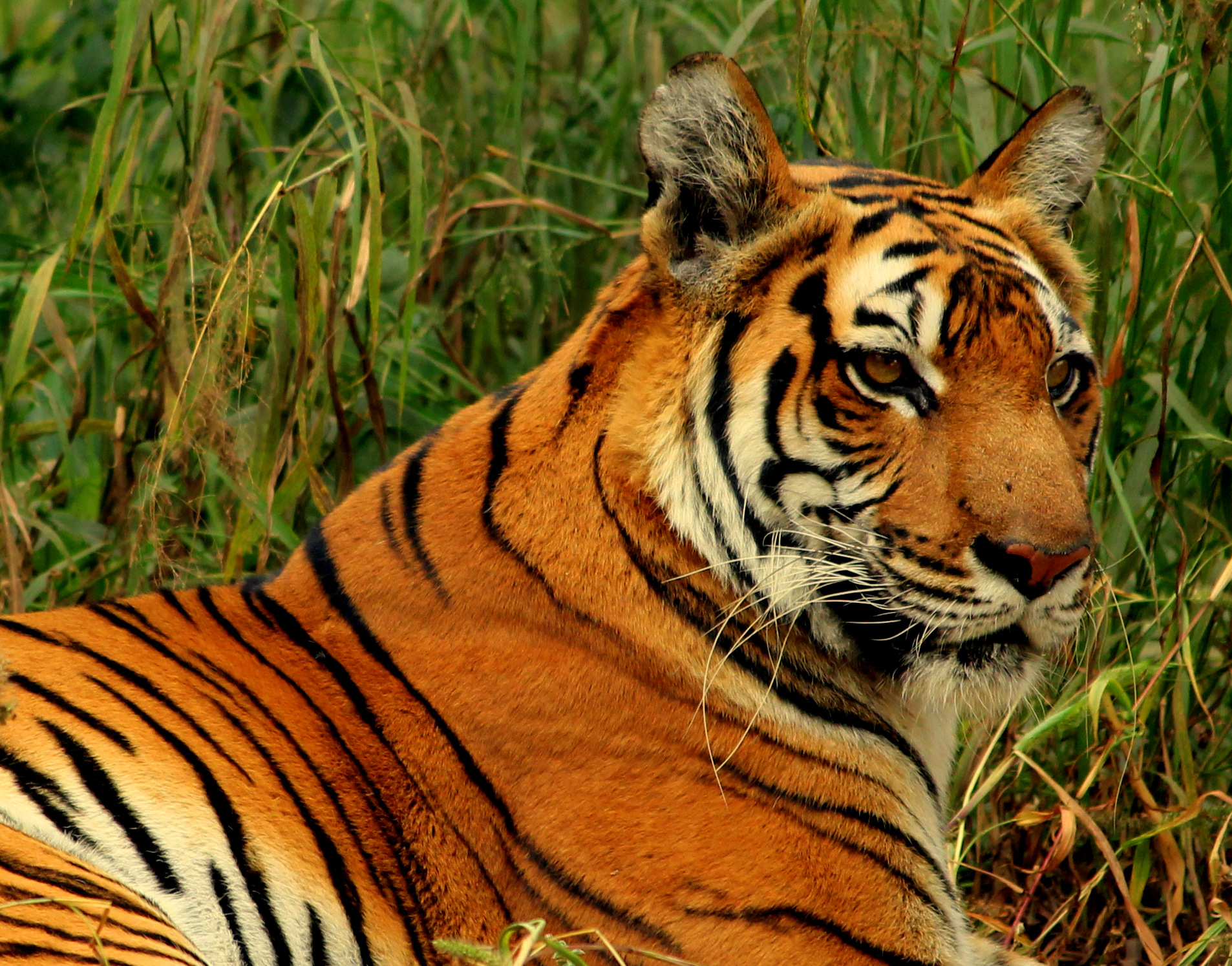
Un tigre royal du Bengale à New Delhi.

Le tigre possède un épais manteau de fourrure jaune avec des rayures foncées. En raison de la combinaison de sa grâce, de sa force, de son agilité et de son énorme puissance, le tigre a été considéré comme l'animal national de l'Inde. Sur les huit races connues de l'espèce, la race indienne, le tigre royal du Bengale, est présente dans tout le pays, à l'exception de la région nord-ouest, ainsi que dans les pays voisins, le Népal, le Bhoutan et le Bangladesh. Pour enrayer la diminution de la population de tigres en Inde, le "Projet Tigre" a été lancé en avril 1973. Jusqu'à présent, 27 réserves de tigres ont été établies dans le pays dans le cadre de ce projet, couvrant une superficie de 37 761 km².

## Oiseau national

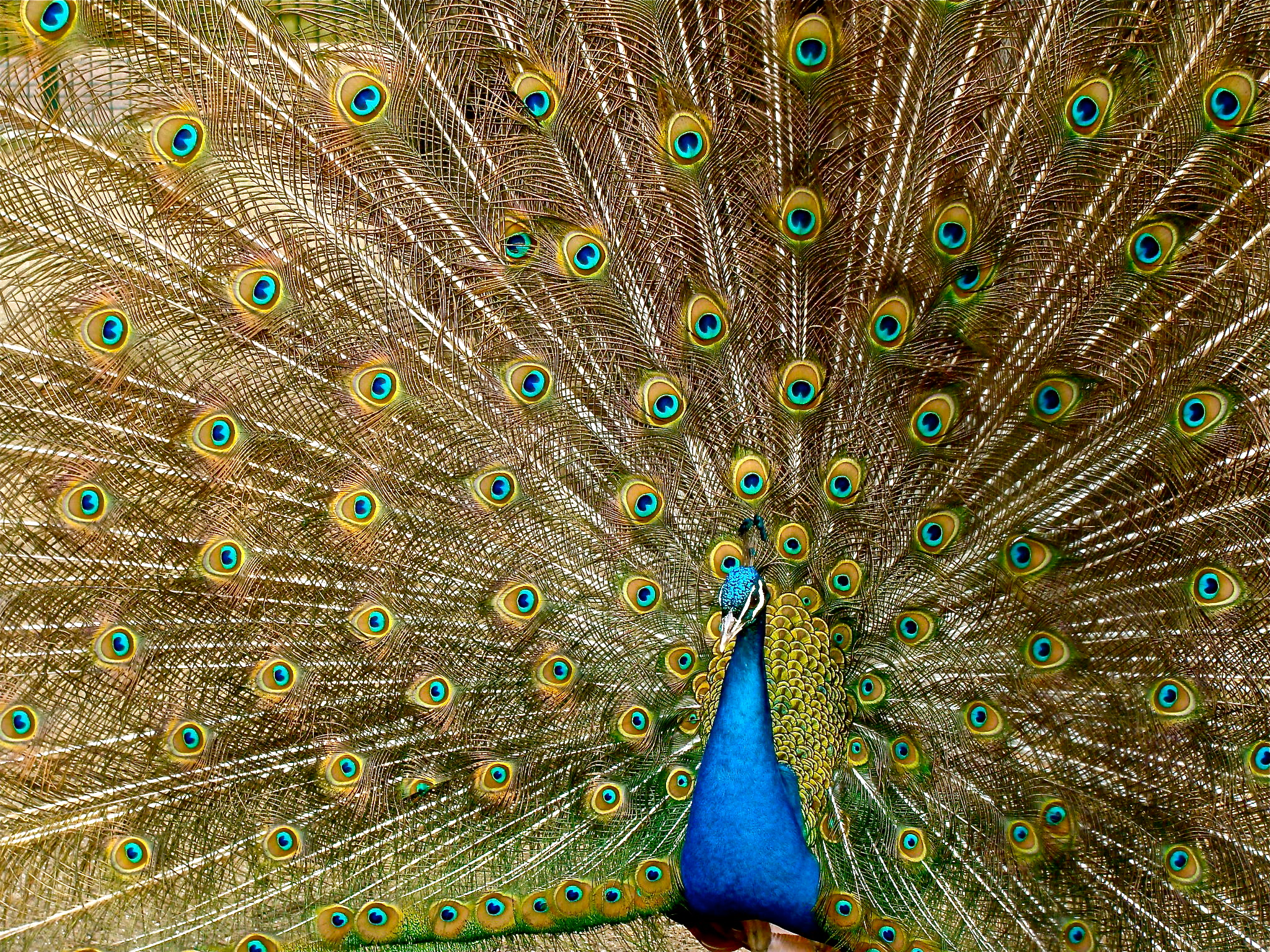
Le paon bleu faisant la roue.

Le paon indien, Pavo cristatus est l'oiseau national de l'Inde. La danse de séduction élaborée du mâle, qui déploie sa queue en éventail et lèche ses plumes, est un spectacle magnifique.

## Fleur nationale

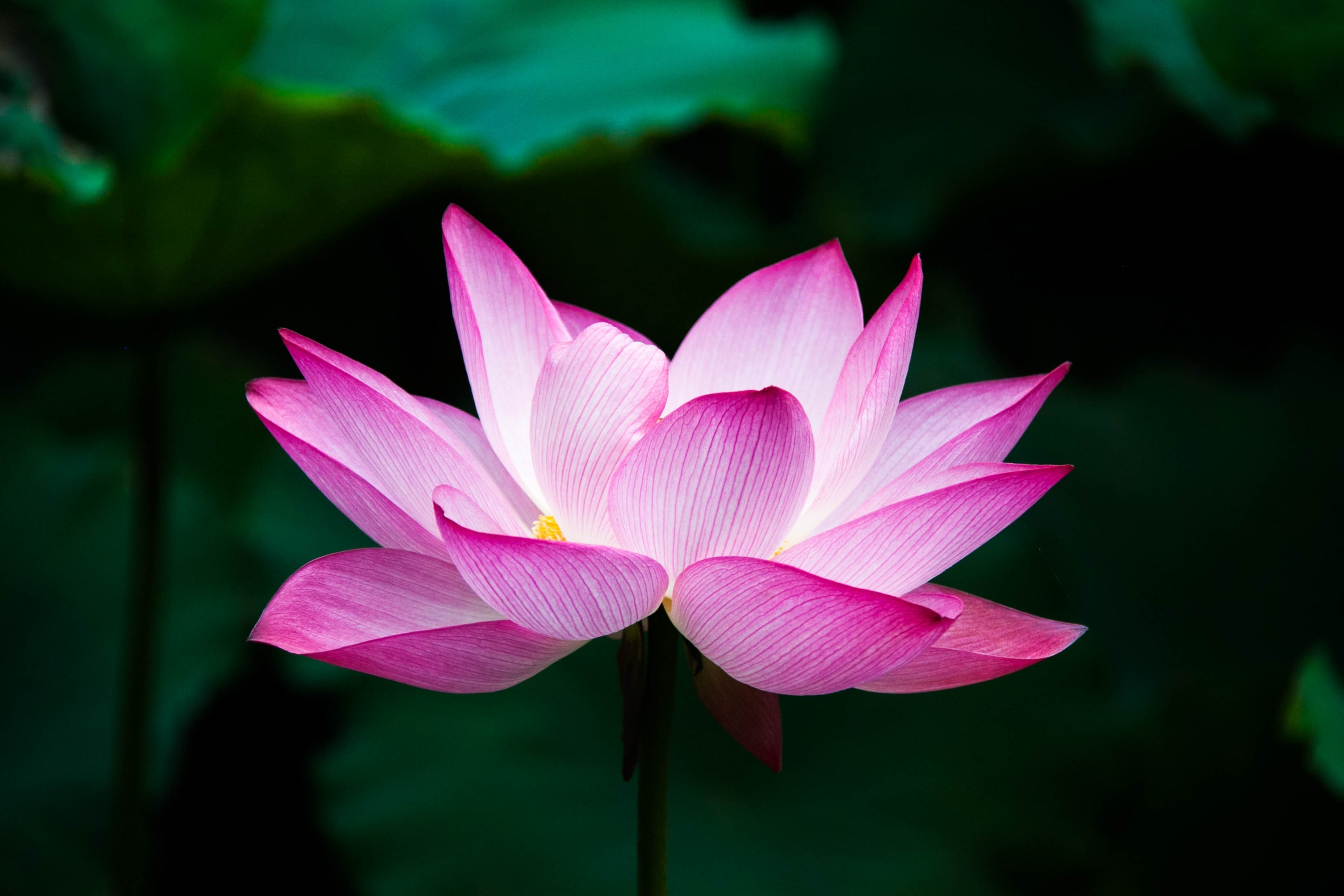
Le lotus d'Orient considéré comme sacré en Inde

Le lotus (Nelumbo Nucifera Gaertn) est la fleur nationale de l'Inde. Fleur sacrée, elle occupe une place unique dans l'art et la mythologie de l'Inde ancienne et constitue un symbole de bon augure de la culture indienne depuis des temps immémoriaux.
L'Inde est riche en flore. Les données actuellement disponibles placent l'Inde au dixième rang mondial et au quatrième rang asiatique en matière de diversité végétale. Sur environ 70 % de la zone géographique étudiée jusqu'à présent, 47 000 espèces de plantes ont été décrites par le Botanical Survey of India (BSI).

## Arbre national

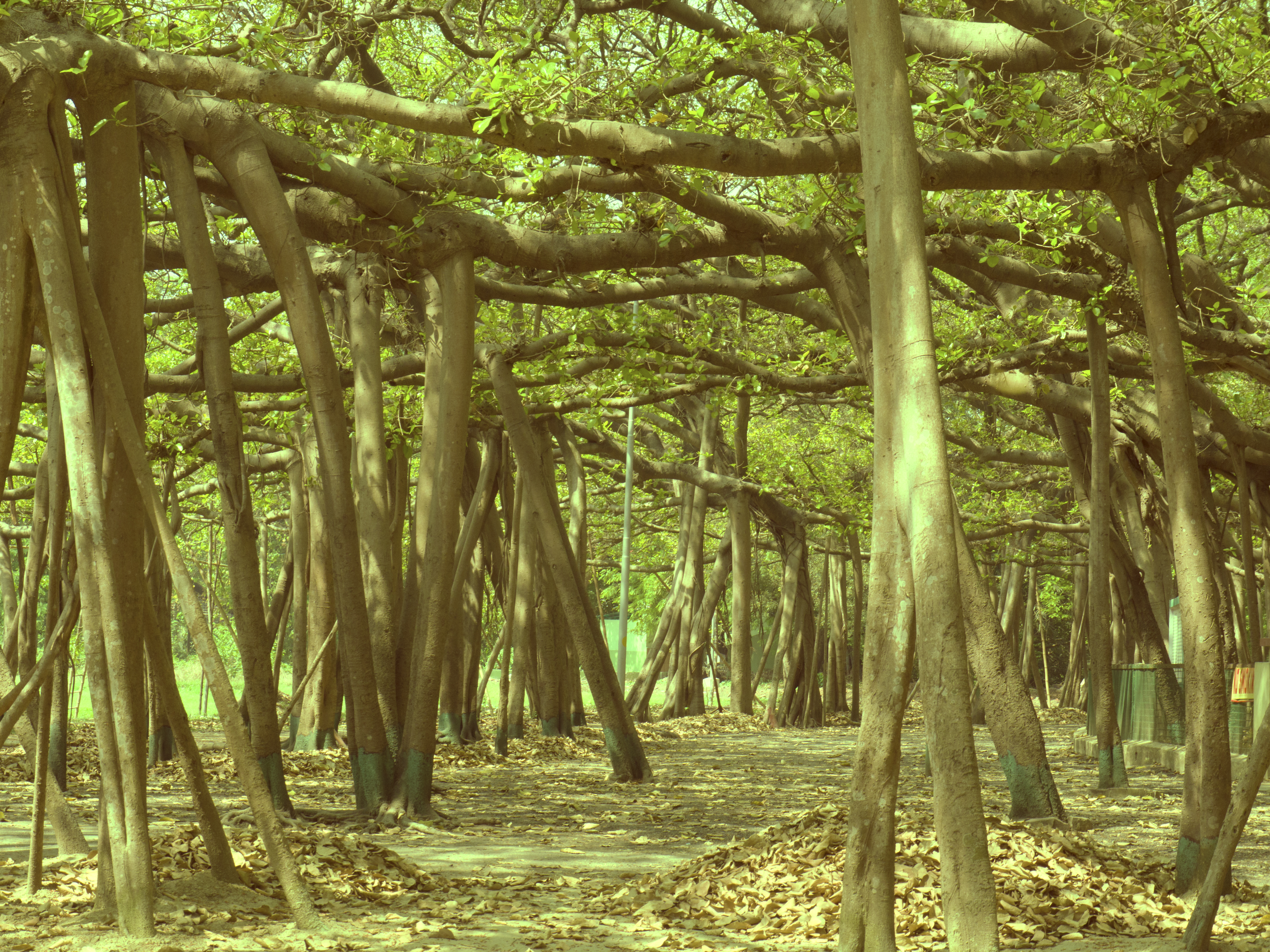
Branches de Ficus bengalensis

Le figuier indien, Ficus bengalensis, dont les branches s'enracinent comme de nouveaux arbres sur une grande surface. Les racines donnent ensuite naissance à d'autres troncs et branches. En raison de cette caractéristique et de sa longévité, cet arbre est considéré comme immortel et fait partie intégrante des mythes et légendes de l'Inde. Aujourd'hui encore, le banian de l'Inde est le point central de la vie du village et le conseil du village se réunit à l'ombre de cet arbre.

## Emblème de l'Étatindien
L'emblème de l'État indien est le symbole officiel de la République d'Inde. Il est adapté du chapiteau aux lions d'Ashoka.

## Calendrier national
L'Inde a depuis son indépendance, son propre calendrier national. 